# Giro d'Italia 2001
Il Giro d'Italia 2001, ottantaquattresima edizione della "Corsa Rosa", si svolse in 21 tappe precedute da un cronoprologo iniziale dal 19 maggio al 10 giugno 2001, per un percorso totale di 3 364,1 km. Fu vinto da Gilberto Simoni, davanti agli spagnoli Abraham Olano e Unai Osa.
Fu trasmesso in tv su Rai Tre e alla radio su Rai Radio 1. Questa edizione vede l'esordio come telecronista di Auro Bulbarelli, che nelle due precedenti edizioni si occupò dei collegamenti da una delle due motocronaca.

## Tappe
| Tappa  | Data      | Percorso                                           | km      | Vincitore di tappa         | Leader cl. generale |
| ------ | --------- | -------------------------------------------------- | ------- | -------------------------- | ------------------- |
| prol.  | 19 maggio | Montesilvano > Pescara (cron. individuale)         | 7,6     | Rik Verbrugghe             | Rik Verbrugghe      |
| 1ª     | 20 maggio | Giulianova > Francavilla al Mare                   | 205     | Ellis Rastelli             | Rik Verbrugghe      |
| 2ª     | 21 maggio | Fossacesia > Lucera                                | 163     | Danilo Hondo               | Rik Verbrugghe      |
| 3ª     | 22 maggio | Lucera > Potenza                                   | 149     | Danilo Hondo               | Rik Verbrugghe      |
| 4ª     | 23 maggio | Potenza > Santuario di Montevergine di Mercogliano | 169     | Danilo Di Luca             | Dario Frigo         |
| 5ª     | 24 maggio | Avellino > Nettuno                                 | 229     | Ivan Quaranta              | Dario Frigo         |
| 6ª     | 25 maggio | Nettuno > Rieti                                    | 152     | Mario Cipollini            | Dario Frigo         |
| 7ª     | 26 maggio | Rieti > Montevarchi                                | 239     | Stefano Zanini             | Dario Frigo         |
| 8ª     | 27 maggio | Montecatini Terme > Reggio Emilia                  | 185     | Pietro Caucchioli          | Dario Frigo         |
| 9ª     | 28 maggio | Reggio Emilia > Rovigo                             | 142     | Mario Cipollini            | Dario Frigo         |
| 10ª    | 29 maggio | Lido di Jesolo > Lubiana (SLO)                     | 212     | Denis Zanette              | Dario Frigo         |
| 11ª    | 30 maggio | Bled (SLO) > Gorizia                               | 192     | Pablo Lastras              | Dario Frigo         |
| 12ª    | 31 maggio | Gradisca d'Isonzo > Montebelluna                   | 139     | Matteo Tosatto             | Dario Frigo         |
| 13ª    | 1º giugno | Montebelluna > Passo Pordoi                        | 225     | Julio Alberto Pérez Cuapio | Gilberto Simoni     |
| 14ª    | 2 giugno  | Cavalese > Arco                                    | 166     | Carlos Alberto Contreras   | Gilberto Simoni     |
| 15ª    | 3 giugno  | Sirmione > Salò (cron. individuale)                | 55,5    | Dario Frigo                | Gilberto Simoni     |
| 16ª    | 4 giugno  | Erbusco > Parma                                    | 142     | Ivan Quaranta              | Gilberto Simoni     |
|        | 5 giugno  | giorno di riposo                                   |         |                            |                     |
| 17ª    | 6 giugno  | Sanremo > Sanremo                                  | 123     | Pietro Caucchioli          | Gilberto Simoni     |
| 18ª    | 7 giugno  | Imperia > Santuario di Sant'Anna di Vinadio        | 230     | annullata                  | Gilberto Simoni     |
| 19ª    | 8 giugno  | Alba > Busto Arsizio                               | 163     | Mario Cipollini            | Gilberto Simoni     |
| 20ª    | 9 giugno  | Busto Arsizio > Arona                              | 181     | Gilberto Simoni            | Gilberto Simoni     |
| 21ª    | 10 giugno | Arona > Milano                                     | 125     | Mario Cipollini            | Gilberto Simoni     |
| Totale | Totale    | Totale                                             | 3 364,1 |                            |                     |

## Squadre e corridori partecipanti
| N.    | Cod. | Squadra                      |
| ----- | ---- | ---------------------------- |
| 1-9   | MAP  | Mapei-Quick Step             |
| 11-19 | ALS  | Alessio                      |
| 21-29 | ALA  | Alexia Alluminio             |
| 31-39 | BJR  | Bonjour                      |
| 41-49 | CTA  | Cantina Tollo-Acqua & Sapone |
| 51-59 | PAN  | Ceramiche Panaria-Fiordo     |
| 61-69 | FAS  | Fassa Bortolo                |
| 71-79 | BAN  | iBanesto.com                 |
| 81-89 | KEL  | Kelme-Costa Blanca           |
| 91-99 | LAM  | Lampre-Daikin                |

| N.      | Cod. | Squadra                             |
| ------- | ---- | ----------------------------------- |
| 101-109 | LIQ  | Liquigas-Pata                       |
| 111-119 | LOT  | Lotto-Adecco                        |
| 121-129 | MER  | Mercatone Uno-Stream TV             |
| 131-139 | MDN  | Mobilvetta Design-Formaggi Trentini |
| 141-149 | ONC  | ONCE-Eroski                         |
| 151-159 | SAE  | Saeco Macchine per Caffè            |
| 161-169 | SEL  | Selle Italia-Pacific                |
| 171-179 | TAC  | Tacconi Sport-Vini Caldirola        |
| 181-189 | CPK  | Team Colpack-Astro                  |
| 191-199 | TEL  | Team Deutsche Telekom               |

## Resoconto degli eventi
Ventidue tappe ed un solo giorno di riposo per l'edizione numero 84 del Giro. Dopo il prologo iniziale di Pescara, vinto da Rik Verbrugghe alla media record di 58,874 km/h, e le prime tre tappe adatte ai velocisti, i primi attacchi arrivarono nella tappa del Santuario di Montevergine di Mercogliano: vinse Danilo Di Luca, la maglia rosa andò a Dario Frigo mentre alcuni dei favoriti, tra cui Garzelli e Gotti, persero secondi preziosi; il tedesco Jan Ullrich lasciò addirittura 8'35" per strada. Frigo rimase al comando della generale per altri otto giorni, ma nel tappone dolomitico del 1º giugno dovette cedere il simbolo del primato: sulla Marmolada crollarono Garzelli e Pantani, sul Pordoi se ne andò Simoni, che poi lasciò la vittoria al compagno di fuga Julio Alberto Pérez Cuapio, andando a vestire di rosa. Frigo provò a riprendersi la maglia nella cronometro di Salò, vinta guadagnando però soli 29" su Simoni, che da quel momento in poi puntò a controllare la corsa.  
Il 1 Giugno la Guardia di Finanza di Padova scopre nel camper del suocero di Ivan Gotti a Molina di Fiemme (TN) una farmacia di medicinali proibiti, molti dei quali sprovvisti di etichetta.
Nella nottata tra il 6 e il 7 giugno, prima del via della diciottesima tappa, quella da Imperia al Santuario di Sant'Anna di Vinadio, militari della Guardia di Finanza di Padova e agenti del NAS dei Carabinieri di Firenze effettuarono lunghe perquisizioni anti-doping negli alberghi delle squadre. Nella stanza di Dario Frigo, in quel momento secondo in classifica generale a 15" da Simoni, vennero rinvenute sostanze dopanti; il ciclista fu sospeso dalla sua squadra, la Fassa Bortolo, e successivamente squalificato. La frazione del 7 giugno alla fine non si disputò a causa del rifiuto dei corridori di mettersi in sella dopo le perquisizioni: si ripartì da Alba, Simoni consolidò il suo vantaggio vincendo in solitaria la tappa con arrivo ad Arona e concluse la corsa con un margine di 7'31" sul primo inseguitore, lo spagnolo Abraham Olano.

## Dettagli delle tappe

### Prologo
- 19 maggio: Montesilvano > Pescara – Cronometro individuale – 7,6 km

Risultati
| Pos. | Corridore      | Squadra       | Tempo |
| ---- | -------------- | ------------- | ----- |
| 1    | Rik Verbrugghe | Lotto-Adecco  | 7'44" |
| 2    | Dario Frigo    | Fassa Bortolo | a 8"  |
| 3    | René Andrle    | ONCE          | a 10" |

| Pos. | Corridore      | Squadra       | Tempo |
| ---- | -------------- | ------------- | ----- |
| 1    | Rik Verbrugghe | Lotto-Adecco  | 7'44" |
| 2    | Dario Frigo    | Fassa Bortolo | a 8"  |
| 3    | René Andrle    | ONCE          | a 10" |

### 1ª tappa
- 20 maggio: Giulianova > Francavilla al Mare – 205 km

Risultati
| Pos. | Corridore        | Squadra       | Tempo    |
| ---- | ---------------- | ------------- | -------- |
| 1    | Ellis Rastelli   | Liquigas-Pata | 5h15'06" |
| 2    | Volodymyr Duma   | Cer. Panaria  | s.t.     |
| 3    | Gabriele Colombo | Cantina Tollo | s.t.     |

| Pos. | Corridore      | Squadra       | Tempo    |
| ---- | -------------- | ------------- | -------- |
| 1    | Rik Verbrugghe | Lotto-Adecco  | 5h22'50" |
| 2    | Dario Frigo    | Fassa Bortolo | a 9"     |
| 3    | Jan Hruška     | ONCE          | a 13"    |

### 2ª tappa
- 21 maggio: Fossacesia > Lucera – 163 km

Risultati
| Pos. | Corridore          | Squadra       | Tempo    |
| ---- | ------------------ | ------------- | -------- |
| 1    | Danilo Hondo       | Deutsche Tel. | 3h39'35" |
| 2    | Rafael Mateos      | Colpack       | s.t.     |
| 3    | Gabriele Missaglia | Lampre        | s.t.     |

| Pos. | Corridore      | Squadra       | Tempo    |
| ---- | -------------- | ------------- | -------- |
| 1    | Rik Verbrugghe | Lotto-Adecco  | 9h02'25" |
| 2    | Dario Frigo    | Fassa Bortolo | a 9"     |
| 3    | Jan Hruška     | ONCE          | a 13"    |

### 3ª tappa
- 22 maggio: Lucera > Potenza – 149 km

Risultati
| Pos. | Corridore       | Squadra       | Tempo    |
| ---- | --------------- | ------------- | -------- |
| 1    | Danilo Hondo    | Deutsche Tel. | 3h44'30" |
| 2    | Endrio Leoni    | Alessio       | s.t.     |
| 3    | Andrej Hauptman | Tacconi Sport | s.t.     |

| Pos. | Corridore      | Squadra       | Tempo     |
| ---- | -------------- | ------------- | --------- |
| 1    | Rik Verbrugghe | Lotto-Adecco  | 12h46'55" |
| 2    | Dario Frigo    | Fassa Bortolo | a 9"      |
| 3    | Jan Hruška     | ONCE          | a 13"     |

### 4ª tappa
- 23 maggio: Potenza > Santuario di Montevergine di Mercogliano – 169 km

Risultati
| Pos. | Corridore        | Squadra       | Tempo    |
| ---- | ---------------- | ------------- | -------- |
| 1    | Danilo Di Luca   | Cantina Tollo | 4h34'12" |
| 2    | Gilberto Simoni  | Lampre        | s.t.     |
| 3    | Stefano Garzelli | Mapei         | s.t.     |

| Pos. | Corridore       | Squadra       | Tempo     |
| ---- | --------------- | ------------- | --------- |
| 1    | Dario Frigo     | Fassa Bortolo | 17h21'19" |
| 2    | Abraham Olano   | ONCE          | a 12"     |
| 3    | Gilberto Simoni | Lampre        | a 13"     |

### 5ª tappa
- 24 maggio: Avellino > Nettuno – 229 km

Risultati
| Pos. | Corridore       | Squadra                             | Tempo    |
| ---- | --------------- | ----------------------------------- | -------- |
| 1    | Ivan Quaranta   | Alexia                              | 5h29'16" |
| 2    | Mario Cipollini | Saeco                               | s.t.     |
| 3    | Moreno Di Biase | Mobilvetta Design-Formaggi Trentini | s.t.     |

| Pos. | Corridore       | Squadra       | Tempo     |
| ---- | --------------- | ------------- | --------- |
| 1    | Dario Frigo     | Fassa Bortolo | 22h50'35" |
| 2    | Abraham Olano   | ONCE          | a 12"     |
| 3    | Gilberto Simoni | Lampre        | a 13"     |

### 6ª tappa
- 25 maggio: Nettuno > Rieti – 152 km

Risultati
| Pos. | Corridore        | Squadra                             | Tempo    |
| ---- | ---------------- | ----------------------------------- | -------- |
| 1    | Mario Cipollini  | Saeco                               | 4h13'23" |
| 2    | Danilo Hondo     | Deutsche Tel.                       | s.t.     |
| 3    | Massimo Strazzer | Mobilvetta Design-Formaggi Trentini | s.t.     |

| Pos. | Corridore       | Squadra       | Tempo     |
| ---- | --------------- | ------------- | --------- |
| 1    | Dario Frigo     | Fassa Bortolo | 27h03'58" |
| 2    | Abraham Olano   | ONCE          | a 12"     |
| 3    | Gilberto Simoni | Lampre        | a 13"     |

### 7ª tappa
- 26 maggio: Rieti > Montevarchi – 239 km

Risultati
| Pos. | Corridore          | Squadra       | Tempo    |
| ---- | ------------------ | ------------- | -------- |
| 1    | Stefano Zanini     | Mapei         | 6h48'02" |
| 2    | Gabriele Missaglia | Lampre        | s.t.     |
| 3    | Jan Ullrich        | Deutsche Tel. | s.t.     |

| Pos. | Corridore       | Squadra       | Tempo     |
| ---- | --------------- | ------------- | --------- |
| 1    | Dario Frigo     | Fassa Bortolo | 33h52'00" |
| 2    | Abraham Olano   | ONCE          | a 12"     |
| 3    | Gilberto Simoni | Lampre        | a 13"     |

### 8ª tappa
- 27 maggio: Montecatini Terme > Reggio Emilia – 185 km

Risultati
| Pos. | Corridore         | Squadra       | Tempo    |
| ---- | ----------------- | ------------- | -------- |
| 1    | Pietro Caucchioli | Alessio       | 4h54'23" |
| 2    | Davide Rebellin   | Liquigas-Pata | a 33"    |
| 3    | Freddy González   | Selle Italia  | s.t.     |

| Pos. | Corridore     | Squadra       | Tempo     |
| ---- | ------------- | ------------- | --------- |
| 1    | Dario Frigo   | Fassa Bortolo | 38h47'14" |
| 2    | José Azevedo  | ONCE          | a 3"      |
| 3    | Abraham Olano | ONCE          | a 14"     |

### 9ª tappa
- 28 maggio: Reggio Emilia > Rovigo – 142 km

Risultati
| Pos. | Corridore       | Squadra       | Tempo    |
| ---- | --------------- | ------------- | -------- |
| 1    | Mario Cipollini | Saeco         | 3h27'41" |
| 2    | Danilo Hondo    | Deutsche Tel. | s.t.     |
| 3    | Andrej Hauptman | Tacconi Sport | s.t.     |

| Pos. | Corridore     | Squadra       | Tempo     |
| ---- | ------------- | ------------- | --------- |
| 1    | Dario Frigo   | Fassa Bortolo | 42h14'55" |
| 2    | José Azevedo  | ONCE          | a 3"      |
| 3    | Abraham Olano | ONCE          | a 14"     |

### 10ª tappa
- 29 maggio: Lido di Jesolo > Lubiana (SLO) – 212 km

Risultati
| Pos. | Corridore     | Squadra       | Tempo    |
| ---- | ------------- | ------------- | -------- |
| 1    | Denis Zanette | Liquigas-Pata | 5h16'21" |
| 2    | Mario Manzoni | Alexia        | a 3"     |
| 3    | Isidro Nozal  | ONCE          | s.t.     |

| Pos. | Corridore     | Squadra       | Tempo     |
| ---- | ------------- | ------------- | --------- |
| 1    | Dario Frigo   | Fassa Bortolo | 47h41'22" |
| 2    | José Azevedo  | ONCE          | a 3"      |
| 3    | Abraham Olano | ONCE          | a 14"     |

### 11ª tappa
- 30 maggio: Bled (SLO) > Gorizia – 192 km

Risultati
| Pos. | Corridore         | Squadra                             | Tempo    |
| ---- | ----------------- | ----------------------------------- | -------- |
| 1    | Pablo Lastras     | iBanesto.com                        | 4h38'31" |
| 2    | Giovanni Lombardi | Deutsche Tel.                       | a 10"    |
| 3    | Uroš Murn         | Mobilvetta Design-Formaggi Trentini | s.t.     |

| Pos. | Corridore     | Squadra       | Tempo     |
| ---- | ------------- | ------------- | --------- |
| 1    | Dario Frigo   | Fassa Bortolo | 52h25'07" |
| 2    | José Azevedo  | ONCE          | a 3"      |
| 3    | Abraham Olano | ONCE          | a 14"     |

### 12ª tappa
- 31 maggio: Gradisca d'Isonzo > Montebelluna – 139 km

Risultati
| Pos. | Corridore       | Squadra       | Tempo    |
| ---- | --------------- | ------------- | -------- |
| 1    | Matteo Tosatto  | Fassa Bortolo | 3h33'17" |
| 2    | Zoran Klemenčič | Tacconi Sport | s.t.     |
| 3    | Gilberto Simoni | Lampre        | s.t.     |

| Pos. | Corridore       | Squadra       | Tempo     |
| ---- | --------------- | ------------- | --------- |
| 1    | Dario Frigo     | Fassa Bortolo | 55h58'34" |
| 2    | Gilberto Simoni | Lampre        | a 1"      |
| 3    | José Azevedo    | ONCE          | a 3"      |

### 13ª tappa
- 1º giugno: Montebelluna > Passo Pordoi – 225 km

Risultati
| Pos. | Corridore          | Squadra       | Tempo    |
| ---- | ------------------ | ------------- | -------- |
| 1    | Julio Pérez Cuapio | Cer. Panaria  | 7h24'48" |
| 2    | Gilberto Simoni    | Lampre        | s.t.     |
| 3    | Dario Frigo        | Fassa Bortolo | a 45"    |

| Pos. | Corridore       | Squadra       | Tempo     |
| ---- | --------------- | ------------- | --------- |
| 1    | Gilberto Simoni | Lampre        | 63h23'15" |
| 2    | Dario Frigo     | Fassa Bortolo | a 48"     |
| 3    | Wladimir Belli  | Fassa Bortolo | a 1'27"   |

### 14ª tappa
- 2 giugno: Cavalese > Arco – 166 km

Risultati
| Pos. | Corridore                | Squadra       | Tempo    |
| ---- | ------------------------ | ------------- | -------- |
| 1    | Carlos Alberto Contreras | Selle Italia  | 5h13'30" |
| 2    | Unai Osa                 | iBanesto.com  | s.t.     |
| 3    | Dario Frigo              | Fassa Bortolo | s.t.     |

| Pos. | Corridore       | Squadra       | Tempo     |
| ---- | --------------- | ------------- | --------- |
| 1    | Gilberto Simoni | Lampre        | 68h36'45" |
| 2    | Dario Frigo     | Fassa Bortolo | a 44"     |
| 3    | Unai Osa        | iBanesto.com  | a 1'44"   |

### 15ª tappa
- 3 giugno: Sirmione > Salò – Cronometro individuale – 55,5 km

Risultati
| Pos. | Corridore       | Squadra       | Tempo    |
| ---- | --------------- | ------------- | -------- |
| 1    | Dario Frigo     | Fassa Bortolo | 1h11'35" |
| 2    | Gilberto Simoni | Lampre        | a 28"    |
| 3    | Abraham Olano   | ONCE-Eroski   | a 1'15"  |

| Pos. | Corridore       | Squadra       | Tempo     |
| ---- | --------------- | ------------- | --------- |
| 1    | Gilberto Simoni | Lampre        | 69h48'49" |
| 2    | Dario Frigo     | Fassa Bortolo | a 15"     |
| 3    | Abraham Olano   | ONCE-Eroski   | a 4'32"   |

### 16ª tappa
- 4 giugno: Erbusco > Parma – 142 km

Risultati
| Pos. | Corridore       | Squadra | Tempo    |
| ---- | --------------- | ------- | -------- |
| 1    | Ivan Quaranta   | Alexia  | 3h52'55" |
| 2    | Endrio Leoni    | Alessio | s.t.     |
| 3    | Mario Cipollini | Saeco   | s.t.     |

| Pos. | Corridore       | Squadra       | Tempo     |
| ---- | --------------- | ------------- | --------- |
| 1    | Gilberto Simoni | Lampre        | 73h41'44" |
| 2    | Dario Frigo     | Fassa Bortolo | a 15"     |
| 3    | Abraham Olano   | ONCE-Eroski   | a 4'32"   |

### 17ª tappa
- 6 giugno: Sanremo > Sanremo – 123 km

Risultati
| Pos. | Corridore         | Squadra         | Tempo    |
| ---- | ----------------- | --------------- | -------- |
| 1    | Pietro Caucchioli | Alessio         | 3h36'52" |
| 2    | José Azevedo      | ONCE-Eroski     | a 2"     |
| 3    | Jan Ullrich       | Deutsche Telek. | a 27"    |

| Pos. | Corridore       | Squadra       | Tempo     |
| ---- | --------------- | ------------- | --------- |
| 1    | Gilberto Simoni | Lampre        | 77h19'15" |
| 2    | Dario Frigo     | Fassa Bortolo | a 15"     |
| 3    | Abraham Olano   | ONCE-Eroski   | a 4'28"   |

### 18ª tappa
- 7 giugno: Imperia > Santuario di Sant'Anna di Vinadio – 230 km

Annullata

### 19ª tappa
- 8 giugno: Alba > Busto Arsizio – 163 km

Risultati
| Pos. | Corridore       | Squadra       | Tempo    |
| ---- | --------------- | ------------- | -------- |
| 1    | Mario Cipollini | Saeco         | 3h35'04" |
| 2    | Marco Zanotti   | Liquigas-Pata | s.t.     |
| 3    | Danilo Hondo    | Deutsche Tel. | s.t.     |

| Pos. | Corridore       | Squadra       | Tempo     |
| ---- | --------------- | ------------- | --------- |
| 1    | Gilberto Simoni | Lampre        | 80h54'31" |
| 2    | Dario Frigo     | Fassa Bortolo | a 15"     |
| 3    | Abraham Olano   | ONCE-Eroski   | a 4'16"   |

### 20ª tappa
- 9 giugno: Busto Arsizio > Arona – 181 km

Risultati
| Pos. | Corridore         | Squadra        | Tempo    |
| ---- | ----------------- | -------------- | -------- |
| 1    | Gilberto Simoni   | Lampre         | 5h03'38" |
| 2    | Paolo Savoldelli  | Saeco          | a 2'25"  |
| 3    | Giuliano Figueras | Panaria-Fiordo | a 2'43"  |

| Pos. | Corridore       | Squadra      | Tempo     |
| ---- | --------------- | ------------ | --------- |
| 1    | Gilberto Simoni | Lampre       | 85h57'57" |
| 2    | Abraham Olano   | ONCE-Eroski  | a 7'31"   |
| 3    | Unai Osa        | iBanesto.com | a 8'37"   |

### 21ª tappa
- 10 giugno: Arona > Milano – 125 km

Risultati
| Pos. | Corridore       | Squadra       | Tempo    |
| ---- | --------------- | ------------- | -------- |
| 1    | Mario Cipollini | Saeco         | 3h05'01" |
| 2    | Danilo Hondo    | Deutsche Tel. | s.t.     |
| 3    | Marco Zanotti   | Liquigas-Pata | s.t.     |

| Pos. | Corridore       | Squadra      | Tempo     |
| ---- | --------------- | ------------ | --------- |
| 1    | Gilberto Simoni | Lampre       | 89h02'58" |
| 2    | Abraham Olano   | ONCE-Eroski  | a 7'31"   |
| 3    | Unai Osa        | iBanesto.com | a 8'37"   |

## Evoluzione delle classifiche
| Tappa              | Vincitore                  | Classifica generale Maglia rosa | Classifica a punti Maglia ciclamino | Classifica scalatori Maglia verde | Classifica Intergiro Maglia azzurra | Trofeo Fast Team     | Trofeo Super Team            |
| ------------------ | -------------------------- | ------------------------------- | ----------------------------------- | --------------------------------- | ----------------------------------- | -------------------- | ---------------------------- |
| Prol.              | Rik Verbrugghe             | Rik Verbrugghe                  | non assegnata                       | non assegnata                     | non assegnata                       | non assegnata        | non assegnata                |
| 1ª                 | Ellis Rastelli             | Rik Verbrugghe                  | Ellis Rastelli                      | Domenico Gualdi                   | Unai Osa                            | Lampre-Daikin        | ONCE-Eroski                  |
| 2ª                 | Danilo Hondo               | Rik Verbrugghe                  | Gabriele Colombo                    | Domenico Gualdi                   | Pietro Caucchioli                   | Lampre-Daikin        | Cantina Tollo-Acqua & Sapone |
| 3ª                 | Danilo Hondo               | Rik Verbrugghe                  | Danilo Hondo                        | Domenico Gualdi                   | Mariano Piccoli                     | Lampre-Daikin        | Lampre-Daikin                |
| 4ª                 | Danilo Di Luca             | Dario Frigo                     | Danilo Hondo                        | Danilo Di Luca                    | Ivan Quaranta                       | ONCE-Eroski          | Lampre-Daikin                |
| 5ª                 | Ivan Quaranta              | Dario Frigo                     | Danilo Hondo                        | Danilo Di Luca                    | Massimo Strazzer                    | ONCE-Eroski          | Lampre-Daikin                |
| 6ª                 | Mario Cipollini            | Dario Frigo                     | Danilo Hondo                        | Danilo Di Luca                    | Massimo Strazzer                    | ONCE-Eroski          | Lampre-Daikin                |
| 7ª                 | Stefano Zanini             | Dario Frigo                     | Danilo Hondo                        | Danilo Di Luca                    | Massimo Strazzer                    | ONCE-Eroski          | Lampre-Daikin                |
| 8ª                 | Pietro Caucchioli          | Dario Frigo                     | Danilo Hondo                        | Freddy González                   | Massimo Strazzer                    | ONCE-Eroski          | Liquigas-Pata                |
| 9ª                 | Mario Cipollini            | Dario Frigo                     | Danilo Hondo                        | Freddy González                   | Massimo Strazzer                    | ONCE-Eroski          | Lampre-Daikin                |
| 10ª                | Denis Zanette              | Dario Frigo                     | Danilo Hondo                        | Freddy González                   | Massimo Strazzer                    | ONCE-Eroski          | Tacconi Sport-Vini Caldirola |
| 11ª                | Pablo Lastras              | Dario Frigo                     | Danilo Hondo                        | Freddy González                   | Massimo Strazzer                    | iBanesto.com         | Tacconi Sport-Vini Caldirola |
| 12ª                | Matteo Tosatto             | Dario Frigo                     | Massimo Strazzer                    | Freddy González                   | Massimo Strazzer                    | iBanesto.com         | Tacconi Sport-Vini Caldirola |
| 13ª                | Julio Alberto Pérez Cuapio | Gilberto Simoni                 | Massimo Strazzer                    | Freddy González                   | Massimo Strazzer                    | iBanesto.com         | Fassa Bortolo                |
| 14ª                | Carlos Alberto Contreras   | Gilberto Simoni                 | Massimo Strazzer                    | Freddy González                   | Massimo Strazzer                    | Selle Italia-Pacific | Fassa Bortolo                |
| 15ª                | Dario Frigo                | Gilberto Simoni                 | Massimo Strazzer                    | Freddy González                   | Massimo Strazzer                    | Alessio              | Fassa Bortolo                |
| 16ª                | Ivan Quaranta              | Gilberto Simoni                 | Massimo Strazzer                    | Freddy González                   | Massimo Strazzer                    | Alessio              | Fassa Bortolo                |
| 17ª                | Pietro Caucchioli          | Gilberto Simoni                 | Massimo Strazzer                    | Freddy González                   | Massimo Strazzer                    | Alessio              | Fassa Bortolo                |
| 18ª                | annullata                  | Gilberto Simoni                 | Massimo Strazzer                    | Freddy González                   | Massimo Strazzer                    | Alessio              | Fassa Bortolo                |
| 19ª                | Mario Cipollini            | Gilberto Simoni                 | Massimo Strazzer                    | Freddy González                   | Massimo Strazzer                    | Alessio              | Fassa Bortolo                |
| 20ª                | Gilberto Simoni            | Gilberto Simoni                 | Massimo Strazzer                    | Freddy González                   | Massimo Strazzer                    | Alessio              | Fassa Bortolo                |
| 21ª                | Mario Cipollini            | Gilberto Simoni                 | Massimo Strazzer                    | Freddy González                   | Massimo Strazzer                    | Alessio              | Fassa Bortolo                |
| Classifiche finali | Classifiche finali         | Gilberto Simoni                 | Massimo Strazzer                    | Freddy González                   | Massimo Strazzer                    | Alessio              | Fassa Bortolo                |

## Classifiche finali

### Classifica generale - Maglia rosa
| #  | Corridore         | Squadra       | Tempo     |
| -- | ----------------- | ------------- | --------- |
| 1  | Gilberto Simoni   | Lampre        | 89h02'58" |
| 2  | Abraham Olano     | ONCE          | a 7'31"   |
| 3  | Unai Osa          | iBanesto      | a 8'37"   |
| 4  | Serhij Hončar     | Liquigas-Pata | a 9'25"   |
| 5  | José Azevedo      | ONCE          | a 9'44"   |
| 6  | Andrea Noè        | Mapei         | a 10'50"  |
| 7  | Ivan Gotti        | Alessio       | a 10'54"  |
| 8  | Carlos Contreras  | Selle Italia  | a 11'44"  |
| 9  | Pietro Caucchioli | Alessio       | a 13'34"  |
| 10 | Giuliano Figueras | Cer. Panaria  | a 14'08"  |

### Classifica a punti - Maglia ciclamino
| Pos. | Corridore        | Squadra       | Punti |
| ---- | ---------------- | ------------- | ----- |
| 1    | Massimo Strazzer | Mobilvetta    | 177   |
| 2    | Danilo Hondo     | Deutsche Tel. | 158   |
| 3    | Mario Cipollini  | Saeco         | 136   |
| 4    | Gilberto Simoni  | Lampre        | 129   |
| 5    | Ivan Quaranta    | Alexia        | 105   |

### Classifica scalatori - Maglia verde
| Pos. | Corridore               | Squadra      | Punti |
| ---- | ----------------------- | ------------ | ----- |
| 1    | Freddy González         | Selle Italia | 73    |
| 2    | Gilberto Simoni         | Lampre       | 42    |
| 3    | Fortunato Baliani       | Selle Italia | 33    |
| 4    | Pietro Caucchioli       | Alessio      | 32    |
| 5    | J. Alberto Pérez Cuapio | Cer. Panaria | 28    |

### Classifica Intergiro - Maglia azzurra
| Pos. | Corridore        | Squadra    | Tempo     |
| ---- | ---------------- | ---------- | --------- |
| 1    | Massimo Strazzer | Mobilvetta | 51h27'14" |
| 2    | Stefano Zanini   | Mapei      | a 2'49"   |
| 3    | Moreno Di Biase  | Mobilvetta | s.t.      |
| 4    | Abraham Olano    | ONCE       | a 3'15"   |
| 5    | Mariano Piccoli  | Lampre     | a 3'21"   |

### Classifica a squadre - Trofeo Fast Team
| Pos. | Squadra              | Tempo      |
| ---- | -------------------- | ---------- |
| 1    | Alessio              | 267h13'45" |
| 2    | iBanesto.com         | a 9'51"    |
| 3    | Selle Italia-Pacific | a 13'42"   |
| 4    | ONCE-Eroski          | a 18'25"   |
| 5    | Lampre-Daikin        | a 39'26"   |

### Classifica a squadre - Trofeo Super Team
| Pos. | Squadra                      | Punti |
| ---- | ---------------------------- | ----- |
| 1    | Fassa Bortolo                | 370   |
| 2    | Tacconi Sport-Vini Caldirola | 356   |
| 3    | Liquigas-Pata                | 322   |
| 4    | Alessio                      | 313   |
| 5    | Team Deutsche Telekom        | 280   |